# سینما آزادی (بابل)
سینما آزادی یک سینما در شهر بابل، ایران است.
این سینما در سال ۱۳۶۲ با یک سالن با ظرفیت ۵۵۰ نفر تأسیس و در سال ۱۳۸۶ نوسازی شده است.